# Joana de Portugal, Rainha de Castela
Joana de Avis (Quinta do Monte Olivete, 20 de março de 1439 — Madrid, 13 de junho de 1475) foi infanta de Portugal e rainha de Castela, de 1455 até sua morte.

## Biografia
Joana era filha póstuma de Duarte I, rei de Portugal (1391-1438) e da sua esposa, a infanta Leonor de Aragão. Era neta materna de Fernando I de Aragão (filho de João I de Castela e de Leonor, infanta de Aragão) e da sua esposa Leonor Urraca de Castela, senhora de Alburquerque (neta do rei Pedro I de Portugal) e paterna de João I de Portugal (filho de Pedro I de Portugal e de Teresa Lourenço) e de Dª Filipa de Lencastre (filha de Branca de Lencastre e de João de Gante, duque de Lencastre e neta de Eduardo III de Inglaterra). Descendia por parte da avó materna e do avô paterno dos primeiros reis de Portugal, dos reis de Castela e de Aragão por parte do avô Fernando e por parte da avó Filipa dos primeiros reis Ingleses.
Joana teve irmãos importantes, como é o caso de Leonor, infanta de Portugal, que se casou com Frederico III da Alemanha e de Afonso V de Portugal.

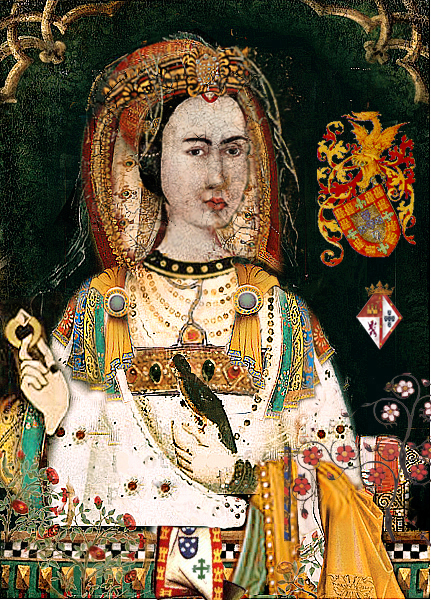
Joana de Portugal

Quando nasceu Joana, já o seu pai D. Duarte tinha falecido de peste e subido ao trono o seu irmão mais velho, Afonso V, com apenas 7 anos. Joana foi criada pela mãe, a rainha-regente Leonor, até aos seis anos, altura em que ficou órfã, pelo seu tio, Pedro, duque de Coimbra e regente até 1449.
Afonso V casou a sua irmã Joana com o primo Henrique IV de Castela (nessa altura já reinava como soberano de Castela), filho de Maria, infanta de Aragão (irmã mais velha da sua mãe Leonor) e de João II de Castela, em 1455, tendo ela apenas 16 anos e ele já 30.
Joana teve algumas relações extra-matrimoniais, das quais nasceram alguns filhos ilegítimos, nomeadamente de Pedro de Castilla y Fonseca:
- Pedro de Castilla y Portugal, casado com Juana de Mendonza
- André de Castilla y Portugal, casado com Mencía de Quiñones

Do matrimónio com Henrique IV de Castela nasceu Joana, a Beltraneja (1462-1530), que foi nomeada herdeira de seu pai, em 1468 e veio a casar-se por ordem da mãe com Afonso V de Portugal, seu tio, em 1475.
Joana, infanta de Portugal veio a ser repudiada pelo marido, devido às relações extra-matrimoniais em 1474 e voltou para Portugal, onde veio a falecer precocemente em 1475, com apenas 36 anos de idade, deixando a sua filha Joana, a Beltraneja, com apenas 13 anos, órfã.